# Falls City (Texas)
Falls City è un centro abitato degli Stati Uniti d'America situato nella contea di Karnes dello Stato del Texas.
La popolazione era di 611 persone al censimento del 2010.

## Geografia fisica
Falls City si trova circa 50 km a sud est di San Antonio sulla riva sinistra (nord) del fiume San Antonio. È attraversata dalla Union Pacific Railroad e dalla US Highway 181.
Secondo lo United States Census Bureau, ha un'area totale di 0,9 miglia quadrate (2.3 km²).

## Società

### Evoluzione demografica
Secondo il censimento del 2010 c'erano 611 persone, 242 nuclei familiari e 169 famiglie residenti nella città. La densità di popolazione era di 653,4 persone per miglio quadrato (253,5/km²). C'erano 242 unità abitative a una densità media di 267,5 per miglio quadrato (103,8/km²). La composizione etnica della città era formata dal 95,3% di bianchi, il 4,4% di altre razze, e .3% di due o più etnie. Ispanici o latinos di qualunque razza erano il 21,3% della popolazione.
C'erano 224 nuclei familiari di cui il 38,8% aveva figli di età inferiore ai 18 anni, il 55,4% aveva coppie sposate conviventi, l'8,0% aveva un capofamiglia femmina senza marito, e il 28,1% erano non-famiglie. Il 24,6% di tutti i nuclei familiari erano individuali e il 16,1% aveva componenti con un'età di 65 anni o più che vivevano da soli. Il numero di componenti medio di un nucleo familiare era di 2,64 e quello di una famiglia era di 3,15.
La popolazione era composta dal 27,7% di persone sotto i 18 anni, l'8,5% di persone dai 18 ai 24 anni, il 27,6% di persone dai 25 ai 44 anni, il 20,3% di persone dai 45 ai 64 anni, e il 15,9% di persone di 65 anni o più. L'età media era di 36 anni. Per ogni 100 femmine c'erano 97,7 maschi. Per ogni 100 femmine dai 18 anni in giù, c'erano 95,9 maschi.
Il reddito medio di un nucleo familiare era di 34.583 dollari e quello di una famiglia era di 46.667 dollari. I maschi avevano un reddito medio di 27.344 dollari contro i 18.500 dollari delle femmine. Il reddito pro capite era di 19.125 dollari. Circa il 12,8% delle famiglie e il 15,1% della popolazione erano sotto la soglia di povertà, incluso il 18,2% di persone sotto i 18 anni e il 21,6% di persone di 65 anni o più.